# Tara Carpenter
Tara Carpenter es un personaje ficticio de la franquicia de películas Scream, creado por Kevin Williamson e interpretado por Jenna Ortega. Es la deuteragonista de Scream (2022) y su secuela Scream VI (2023).

## Biografía

### Primeros años
Tara nació del Sr. Carpenter y Christina Carpenter el 14 de diciembre de 2002 y creció adorando a su hermana mayor.
A mediados de diciembre de 2010, como resultado de la exposición de esta información, el padre de Tara abandonó a la familia esa noche. Luego, Sam finalmente cayó en una espiral descendente durante el siguiente período aproximado de 5 años, y finalmente abandonó a su familia.

### Scream (2022)
En 2022, diez años después de los asesinatos de Woodsboro en 2011, Tara se convierte en el primer objetivo del nuevo Ghostface, pero sorprendentemente logra sobrevivir después de 7 puñaladas. Debido a esto, su hermana, Sam, regresa a Woodboro con su novio Richie, después de 5 años desde que perdieron el contacto. Allí es cuando Sam le revela a Tara el porqué del ataque de Ghostface hacia ella, Sam le revela que fue un anzuelo para que ella regrese a Woodsboro debido a que es la hija ilegítima de Billy Loomis, el Ghostface original de 1996. Tara se enfada y pide a Sam que se largue para que la deja sola.  
Mientras Tara permanece hospitalizada, Sam y sus amigos intentan descubrir Ghostface mientras algunos mueren. Entre ellos Wes y Judy Hicks, a quienes Ghostface mata para desviar la atención de Sam e ir tras Tara nuevamente.
Tara intenta salir del hospital al ver que está sola, pero Ghostface llega y la ataca de nuevo pero Tara es rescatada por Sam  después de que Dewey Riley se sacrifique para que ellas escapen junto a Richie.
Las hermanas y Richie deciden irse de Woodsboro, pero Tara necesita su inhalador y esta en la casa de Amber. Al llegar descubren que hay una fiesta para rendir homenaje a Wes, allí Tara es testigo de cómo Amber se revela como Ghostface y mata a Liv para luego atarla en un armario. Aunque Sam la libera en secreto y cuando Sidney Prescott, Gale Weathers y Sam confrontan a Amber y su cómplice revelado, Richie, Tara mata a Amber y pronuncia una sentencia final.
Habiendo acabado así la pesadilla, Tara abraza luego a Sam habiéndose restablecido otra vez el amor y la confianza entre ambas hermanas. Al final, cuando las autoridades vienen para ocuparse del asunto, Tara es asistida por los médicos y Sam y pide que la lleven a otro hospital, algo que los médicos pretenden cumplir. Sam entonces la acompaña allí con la aprobación de Tara restableciéndose así completamente la relación entre ambas.

### Scream VI (2023)
Después de recuperarse de los ataques de 2022, Carpenter se gradúa de la secundaria Woodsboro y se muda a Nueva York con Mindy y Chad, ya que juntos se inscriben a la Universidad de Blackmore. Su hermana Sam también la sigue y juntas alquilan con Quinn Bailey, una compañera de cuarto. Posteriormente, Tara corta lazos con su madre después de que ella los cortara con Sam por revelarle la verdad sobre Billy Loomis a Tara.

## Casting y eventos posteriores
En agosto de 2020, fue elegida junto a Melissa Barrera para unirse a la franquicia de Scream, en lo que en ese entonces eran papeles aún no revelados.
En noviembre de 2023, se reportó que Ortega no retomaría el papel en la séptima entrega de la franquicia de Scream, Scream 7, debido a conflictos de programación con el rodaje de la serie de televisión de Netflix Wednesday.